# Fajth Tibor
Fajth  Tibor, Faith (Kiskunhalas, 1909. december 21. – Budapest, 1975. május 13.) jogász, zeneszerző, operaigazgató, zenei és idegenforgalmi szakíró.

## Életpályája
Zeneszerzői tanulmányait jogi tanulmányaival párhuzamosan a Nemzeti Zenedében végezte 1930–1935 között Lajtha László irányításával. Jeles eredménnyel végezte zeneszerzői tanulmányait. 1934–1945 között fővárosi tisztviselő, 1945-től a Gazdasági Főtanács, később a Népgazdasági Tanács munkatársa volt. 1955-ben a Kiadói Főigazgatóság elnökhelyettese, 1956-tól a Népművelési Minisztérium pénzügyi főcsoportjának vezetője. 1958. szeptember 1.–1959. szeptember 30. közt az Operaház megbízott igazgatója, 1959. október 1.–1962. márciusi 15. közt kinevezett igazgatója.
Az Opera után nyugdíjazásáig a Magyar Nemzeti Bank titkárságát vezette. Zenei és művészettörténeti, irodalmi tájékozottsága, empátiája, művészi érzéke, valamint közgazdasági és jogi felkészültsége az intézmény történetének formátumos vezetői sorába emelte. Zeneszerzőkről írt ismeretterjesztő könyvei és útikönyvei jelentek meg.

## Művei
- Giacomo Puccini (1958); Puccini (1977, Nádor Tamással);
- Gioacchino Rossini (Budapest, 1962);
- Itália (Dombi Józseffel, Budapest, 1964);
- Körutazás Svájcban (Budapest, 1967);
- Velence (Budapest, 1970);
- Svájc (Budapest, 1973);
- Athén (Soproni Jánossal, Budapest, 1975);
- Fejedelmek lantosa. Bakfark Bálint életének regénye (posztumusz, Budapest, 1976).